# 昌都锦鸡儿
昌都锦鸡儿（学名：Caragana changduensis）为豆科锦鸡儿属下的一个种。

## 扩展阅读
- 維基物種上的相關：昌都锦鸡儿